# 双江水库 (黎平县)
双江水库，位于中国贵州省黎平县西南部，是都柳江支流双江中游的中型水库。主要以发电为主，电站一期工程于1987年3月动工，1995年8月年开始发电。水库总库容3050万立方米，正常蓄水位280米。水库大坝为混凝土埋石抛物线双曲拱坝，最大坝高63米，坝顶总长205米。水电站厂房为岸边式地面厂房，有三台机组，装机容量7500千瓦，设计年发电量3243万千瓦时。